# Washaya
Washaya era una ciutat de l'Imperi Hitita, al nord d'Hattusa, saquejada pels kashka després del 1400 aC sota el regnat d'Arnuwandas I.
El rei Subiluliuma I va marxar a la ciutat de Washaya, que era a la terra (regió) de la muntanya Illuriya on va estar per un temps i des d'allí va incendiar una ciutat el nom de la qual és fragmentari a les fonts (Zina...); després va continuar i va incendiar Ga...kilusa i Darukka. Va seguir conquerint (o reconquerint) el territori fins a Sipidduwa, que també va incendiar, i des d'allà es va dirigir a Tummanna i continuant la campanya contra els kashka.